# 이궁안

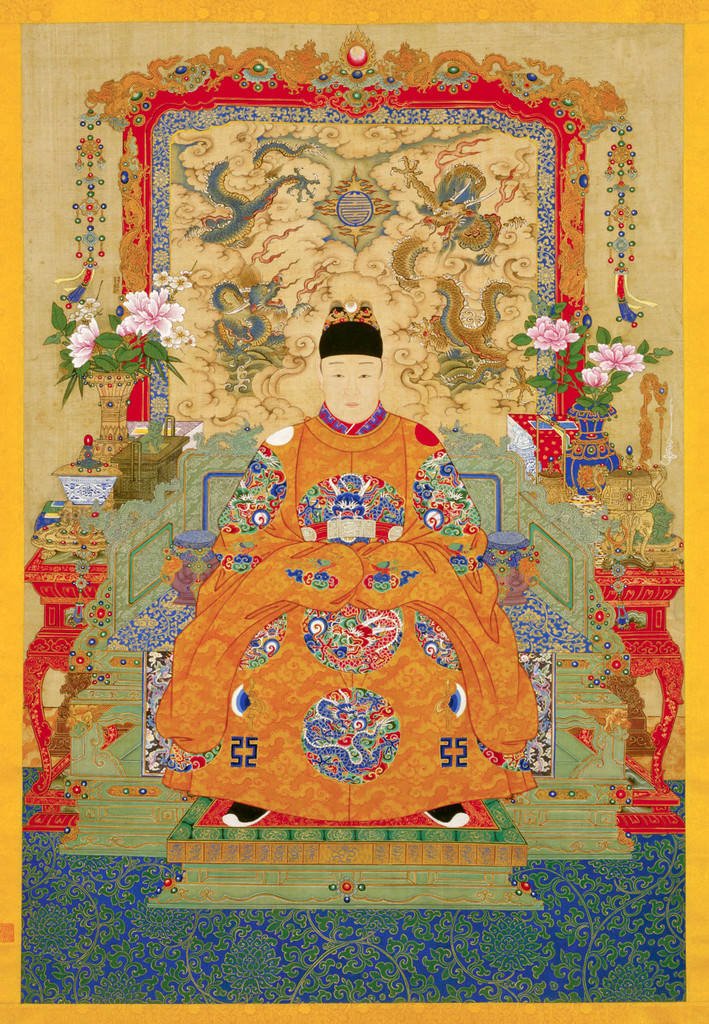
천계제

이궁안(移宮案)은 명나라 태창제가 죽은 이후, 태창제의 총애를 받던 이 선시가 황위에 오른 천계제 뒤에서 수렴청정을 하려다 암살 미수를 당한 사건이다.

## 전개
만력 48년(1620년) 7월, 명나라 태창제 주상락(朱常洛)이 즉위하여 태창(泰昌) 원년이 되었다. 총비(寵妃) 이 선시(李 選侍)는 황장자 주유교(朱由校)가 건청궁(乾淸宮)으로 거처를 옮겨야 한다고 주장했는데, 1개월도 되지 않아, 홍환안(紅丸案)이 발생하여 태창제가 붕어했다. 이 선시와 태감(太監) 위충현(魏忠賢)은 밀모하여 건청궁으로 옮겨간 후, 황장자를 끼고 음모를 꾸몄다. 도급사중(都給事中) 양연, 어사(御史) 좌광두(左光斗) 등은 그들이 조정의 일에 간섭하는 것을 막기 위해, 이 선시를 피박하여 인수전(仁壽殿) 홰란궁(噦鸞宮)으로 옮기게 하였다.
천계 연간, 어사 가춘왕(賈春旺)이 상소를 올려 궁을 옮기게 주장한 동림당인들을 질책하길, "새 황제의 등극 초에 황상께 선제(先帝)를 거역하게 권하였고, 서모(庶母, 이 선시)를 핍박했으며, 겉과 속이 달라 모함하기를 그치지 않고, 선제의 용체(龍體)가 아직 식지 않았는데, 서모와 그 소생 공주를 보호하지 않고 쫓아냈다."라고 하였다. 그리하여 양 파 관원은 언쟁을 계속했고, 희종(熹宗) 주유교가 직접 간섭하기까지 쟁론은 쉴 새 없이 계속되었다.
이궁안 이후, 동림당인들은 공이 있음을 높이 들어 세력이 다시 커졌고, 이분자들을 배제하여 숙적들에게 타격을 주었다. 오래지 않아 위충현이 득세하자, 동림당인들은 다시 피비린내 나는 박해를 받았다.

## 같이 보기
- 정격안
- 홍환안